# Intelligencia (comics)
L’Intelligencia est un groupe de super-vilains évoluant dans l'univers Marvel de la maison d'édition Marvel Comics. Bien que ses membres soient beaucoup plus anciens, le groupe est apparu en tant que tel pour la première fois dans le comic book Fall of the Hulks en 2009.

## Historique fictionnel du groupe

### Origines
Formée en secret par le Leader, l'Intelligencia a compté dans ses rangs les plus grands cerveaux scientifiques de la Terre. Le collectif s'allia aussi avec le Docteur Fatalis qui offrit son château comme laboratoire secret, même si le Leader lui préférait une ancienne base américaine désaffectée, autrefois commandée par le Général Ross.
Le premier objectif du groupe était de libérer ou sauver les membres emprisonnés dans la plus grande discrétion, ce qu'ils firent de maintes fois. Par la même occasion, ils libérèrent secrètement d'autres vilains, comme l'Homme-Sable, l'Homme-Absorbant ou encore Klaw.
Quand ils agissaient ensemble, de la façon la plus discrète possible, leur objectif consistait à s'emparer de technologie avancée, comme celle des Eternels ou celle du Wakanda. Ce sont leurs recherches qui attirèrent sur Terre le Beyonder.
Ils s'efforcèrent aussi de maintenir en vie Betty Ross, empoisonnée par l'Abomination.
Au début du XXIe siècle, Fatalis les informa du plan de Tony Stark et Red Richards d'exiler Bruce Banner dans l'espace. 
Pendant la Guerre Civile, l'Intelligencia eut fini de recueillir le savoir de la bibliothèque d'Alexandrie, après une investigation près d'Atlantis. De retour avec le trésor en Latvérie, ils furent trahis par Fatalis qui voulait garder le savoir pour lui seul. Le Leader quitta le groupe, et l'Intelligencia se sépara.

### La renaissance
MODOK retrouva le Leader qui se laissait mourir peu à peu, sans but. La créature avait étudié de son côté les radiations gamma, les expériences de l'AIM et les écrits d'Alexandrie récupérés chez les Eternels. Dans le but de vaincre banner, le duo entreprit de créer un nouvel Hulk à partir de rayons gamma et de rayons cosmiques : le Red Hulk. Ce dernier tua l'Abomination en Russie, et fit plus tard croire à la mort du Général Ross (il est le Red Hulk), à Washington.
Pourtant, Red Hulk trompa le groupe et décida de faire cavalier seul…
L'Intelligencia voulut ensuite se venger de Fatalis et lança contre le despote un Hulk robotique volé aux Éternels. Fatalis fut vaincu par un virus neural l'affaiblissant et il fut capturé. Red Richards connut le même sort, enlevé à son tour par le Sorcier et ses Terrifics. Puis la Panthère noire et le Fauve, enlevés au Wakanda par le Fantôme Rouge.
L'Intelligencia complota pour irradier quelques super-héros, afin d'en faire des monstres de destruction. Bruce Banner, alors emprisonné et ayant perdu ses pouvoirs, s'arrangea pour se libérer et récupéra l'énergie gamma de ses alliés, pour les sauver de la mort. Il était en effet le seul à pouvoir contenir les radiations gamma. Hulk détruisit alors l'Hélicarrier de l'Intelligencia. Le Leader fut retrouvé par Red Hulk qui draina son énergie gamma et détruisit le Hulk robotique. Sterns redevint un simple humain, sans talent particulier, ni intelligence géniale. MODOK subit le même sort, par le biais d'Amadeux Cho, tandis que les autres membres de la conspiration s'échappèrent, pour être finalement vaincus et arrêtés par Miss Hulk et Lyra.
On revit plus tard l'Intelligencia rentrer en possession d'une armure de Chevalier de l'Espace, contenant la conscience d'Ultron. Les Vengeurs mirent le groupe en déroute, et récupérèrent l'armure.
Le Penseur Fou, le Fantôme Rouge, et le Sorcier furent ensuite placés en stase par les Sinistres Six, puis libérés par MODOK.

## Équipe
L'équipe originelle incluait : 
- le Leader
- le Sorcier et ses Terrifics.
- le Penseur Fou et son androïde
- le Fantôme Rouge et ses super-singes
- MODOK
- Tête d'Œuf en fit partie jusqu'à sa mort.

À sa renaissance, le Leader et MODOK reprirent contact avec les membres d'origine :
- le Sorcier et ses Terrifics.
- le Penseur Fou et son androïde.
- le Fantôme Rouge et ses super-singes.

Ils créèrent et/ou recrutèrent : 
- Red Hulk
- Lyra
- Miss Red Hulk

## Apparitions dans d'autres médias
Dans l'Univers cinématographique Marvel
- 2015 : Avengers : L'Ère d'Ultron : Il est fait mention que Ulysses Klaue est un membre actif de l'organisation criminelle Intelligencia.
- 2022 : She-Hulk : Avocate : Intelligencia semble être un site Web de style Reddit où les pires criminels du monde – et les plus grands ennemis de She-Hulk – publient des images et des menaces de mort, visant She-Hulk, apparemment sans répercussions.